# کریستینه یورگنسن
کریستینه یورگنسن (به انگلیسی: Christine Jorgensen) او متولد ۳۰ می ۱۹۲۶ آمریکا است.
او اولین فردی است که عمل تطبیق و بازتایید جنسیت زنان ترنس را در آمریکا انجام داده‌است. او یک زن ترنس بود.
او در تاریخ ۳ می ۱۹۸۹ در گذشت.